# Darchan Satybaldy

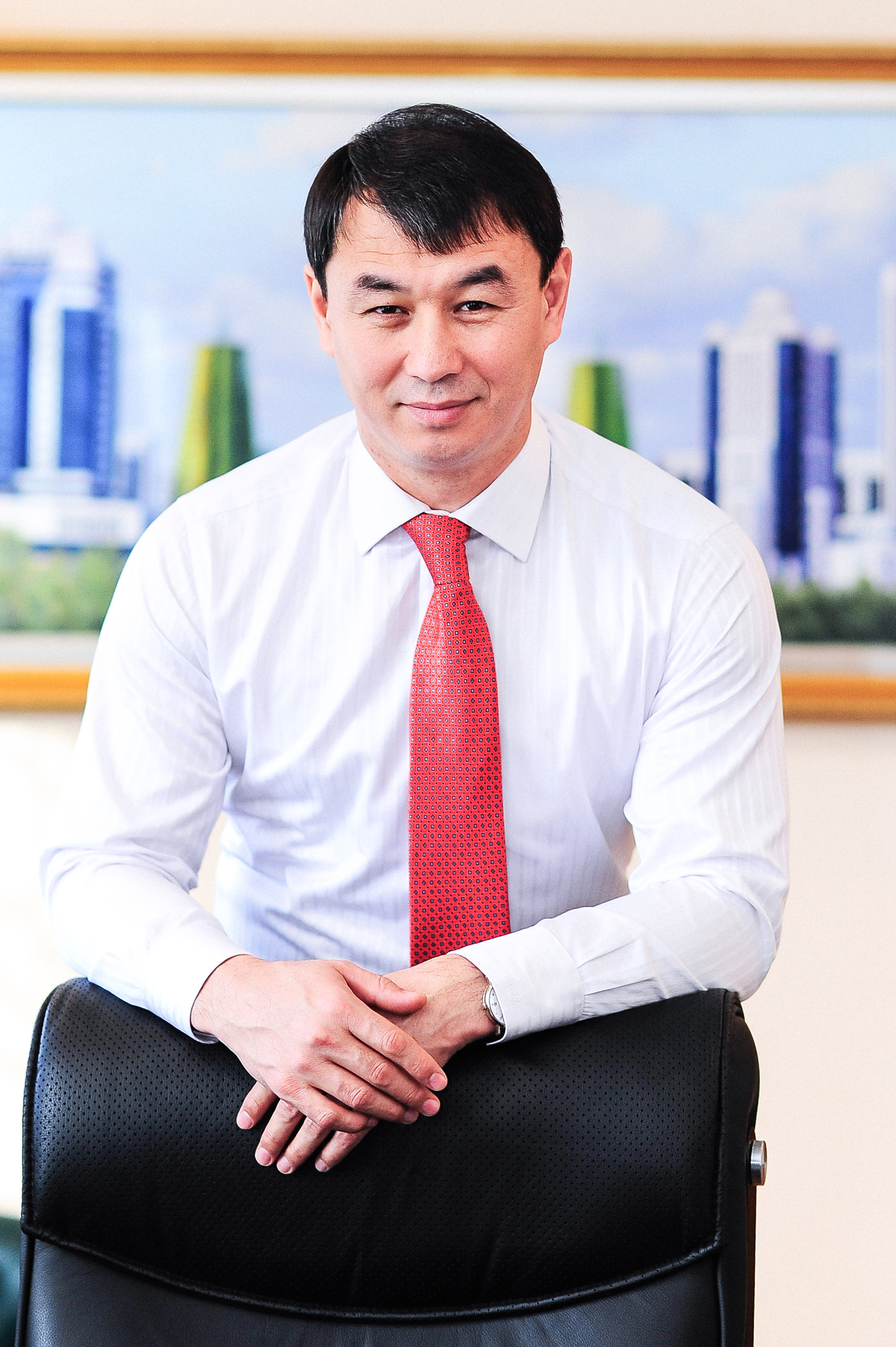
Darchan Satybaldy

Darchan Amangeldiuly Satybaldy (kasachisch Дархан Амангелдіұлы Сатыбалды, russisch Дархан Амангельдиевич Сатыбалды; * 26. März 1974 in Abai, Kasachische SSR) ist ein kasachischer Diplomat und Politiker. Seit Mai 2025 ist er Bürgermeister von Almaty.

## Leben
Darchan Satybaldy wurde 1974 im Dorf Abai im Bezirk Saryaghasch in Südkasachstan geboren. 1996 machte er seinen Abschluss an der Agraruniversität in Aqmola. 2003 kam ein weiterer Abschluss an der Kasachischen Universität für humanitäres Recht hinzu.
Nach seinem Hochschulabschluss arbeitete er zunächst für die Verwaltung des Bezirks Keles und ein privates Unternehmen. Ab Juli 2000 war er im Finanzkontrollkomitee des kasachischen Finanzministeriums tätig und von 2002 bis 2006 arbeitete er im Bereich Budgetplanung und Finanzkontrolle der Abteilung für Präsidialangelegenheiten. Zwischen August und Dezember 2006 war er bei der Stadtverwaltung der kasachischen Hauptstadt Astana beschäftigt. 2007 war er für wenige Monate bei der Justizverwaltung am Obersten Gerichtshof Kasachstans, bevor er ins kasachische Ministerium für Bildung und Wissenschaft wechselte, wo er stellvertretender Direktor der Haushaltsabteilung, stellvertretender Direktor der Finanzabteilung und stellvertretender Vorsitzender des Wissenschaftsausschusses war. Im Februar 2010 begann er als Abteilungsleiter für das Nationale Sicherheitskomitee Kasachstans zu arbeiten. Ab Juli 2011 war Satybaldy stellvertretender Leiter der Sozial- und Wirtschaftsabteilung des Büros des kasachischen Premierministers.
Am 27. Mai 2013 wurde er zum Äkim (Bürgermeister) der Stadt Schymkent ernannt. Nach rund zwei Jahren an der Spitze der Stadtverwaltung von Schymkent wurde er im August 2015 von diesem Posten entlassen und stattdessen am 19. August zum stellvertretenden Äkim (Gouverneur) von Südkasachstan ernannt. Diesen Posten hatte er bis Dezember 2017 inne. Seit dem 9. Oktober 2018 war Satybaldy Abgeordneter im kasachischen Senat.
Am 18. März 2019 wurde er zum kasachischen Botschafter in Usbekistan ernannt. Dies war Satybaldy bis zum 30. August 2022. Bereits am nächsten Tag wurde er zum Äkim des Gebietes Türkistan ernannt, nachdem sein Vorgänger Ömirsaq Schökejew wegen Korruptionsermittlungen gegen einen seiner Mitarbeiter zurücktreten musste. Am 6. Januar 2025 wurde er von Präsident Toqajew zum ersten Stellvertretenden Leiter der kasachischen Präsidialverwaltung ernannt.
Seit dem 24. Mai 2025 ist er Äkim (Bürgermeister) von Almaty.